# Kanton Tréguier
Tréguier is een kanton van het Franse departement Côtes-d'Armor. Het kanton maakt deel uit van het arrondissement Lannion.

## Gemeenten
Het kanton Tréguier omvatte tot 2014 de volgende 10 gemeenten:
- Camlez
- Coatréven
- Langoat
- Lanmérin
- Minihy-Tréguier
- Penvénan
- Plougrescant
- Plouguiel
- Tréguier (hoofdplaats)
- Trézény

Bij de herindeling van de kantons door het decreet van 13 februari 2014, met uitwerking op 22 maart 2015, werden daar 12 gemeenten aan toegevoegd.
Op 1 januari 2019 werden de gemeenten  Hengoat, Pommerit-Jaudy, Pouldouran en La Roche-Derrien samengevoegd tot de fusiegemeente La Roche-Jaudy. Sindsdien zijn de toegevoegde gemeenten de 9 volgende:
- Kerbors
- Lanmodez
- Lézardrieux
- Pleubian
- Pleudaniel
- Pleumeur-Gautier
- La Roche-Jaudy
- Trédarzec
- Troguéry